# Nycteus falsus
Nycteus falsus is een keversoort uit de familie buitelkevers (Eucinetidae). De wetenschappelijke naam van de soort werd in 1999 gepubliceerd door Stanislav Vit.